# 10,5 cm FlaK 39
10,5 cm Flak 39 – niemieckie ciężkie działo przeciwlotnicze kalibru 105 mm, używane w czasie II wojny światowej.
W 1933 roku rozpoczęto w Niemczech prace nad działem przeciwlotniczym kalibru 105 mm. W 1935 roku prowadzono badanie prototypów powstałych w firmach Krupp i Rheinmetall AG, po których zdecydowano o przyjęciu do uzbrojenia armaty Rheinmetall (miała ona oznaczenie zakładowe Gerät 38). Otrzymała ona wojskowe oznaczenie 10.5 cm Flak 38. Wyprodukowano niewiele dział tego typu, ponieważ wkrótce przyjęto na uzbrojenie zmodernizowaną odmianę tego działa pod oznaczeniem 10.5 cm Flak 39, wyposażoną w zmodyfikowany elektryczny układ obrotu i podniesienia oraz transmisji danych z centralnego systemu kierowaniem ognia.
Armaty 10,5 cm Flak 38 i 39 były znacznie bardziej skomplikowane od armaty 8,8 cm Flak 18 i w związku z tym znacznie droższe. Okazało się jednak, że ich skuteczność niewiele przewyższa działa 88 mm, dlatego planowano zakończenie produkcji armat przeciwlotniczych 105 mm po rozpoczęciu masowej produkcji armaty 8,8 cm Flak 41. Do przerwania produkcji jednak ostatecznie nie doszło i w momencie zakończenia wojny armia niemiecka posiadała 1850 dział 10,5 cm Flak 38 i 39. Zaprojektowano także działo 10,5 cm Flak 40 wyposażone w dłuższą lufę, ale nie było ono produkowane seryjnie.

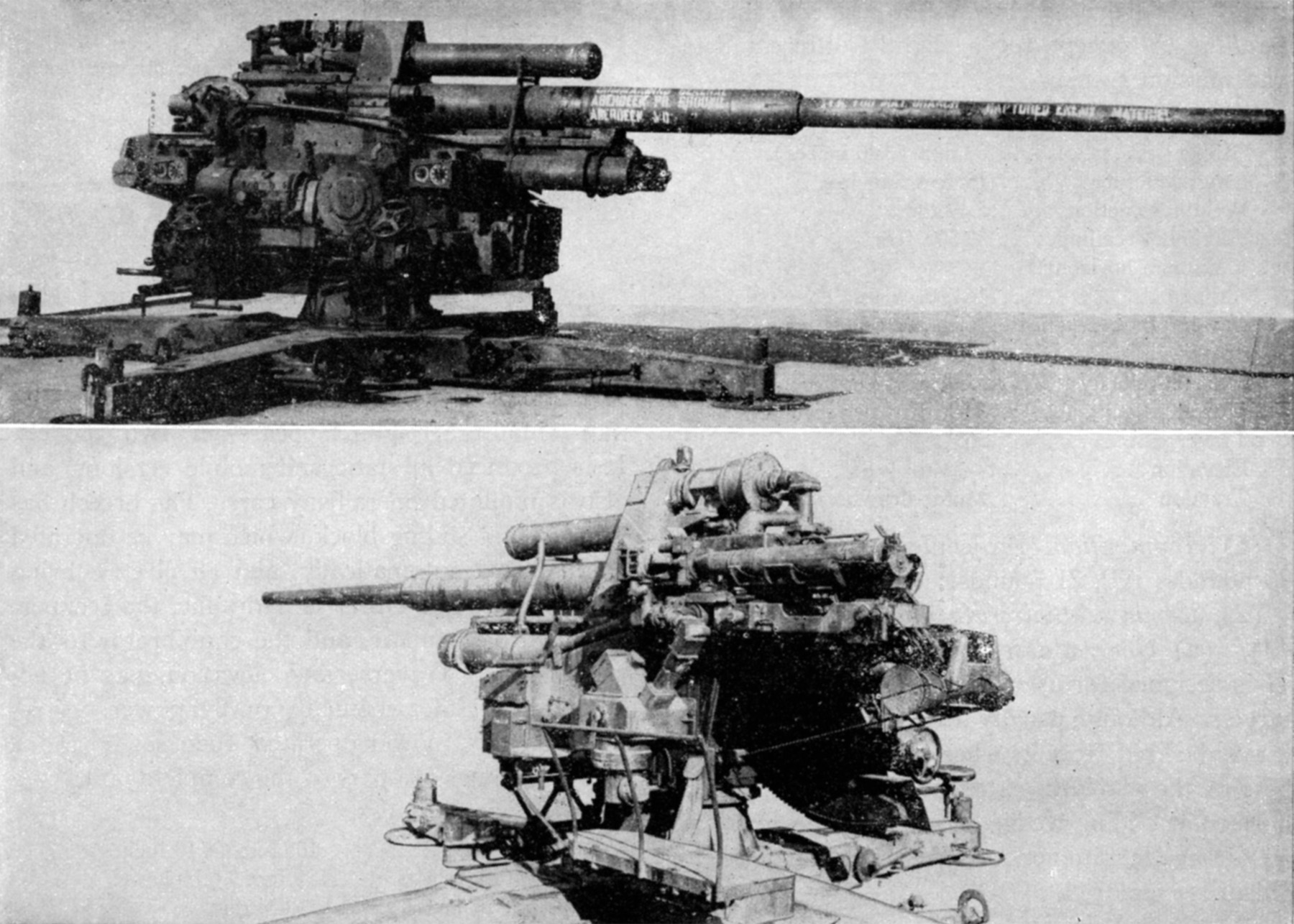
10.5 Flak 38

Działa przeciwlotnicze 10,5 cm Flak 38 i 39 były projektowane jako broń mobilna, ale okazało się, że są do tego celu za duże i za ciężkie. Dlatego nie znalazły się na uzbrojeniu wojsk lądowych (Heer), a jedynie w systemie obrony przeciwlotniczej Luftwaffe, zarówno w bateriach zmotoryzowanych, jak i stacjonarnych oraz kolejowych.